# Jesper Håkansson

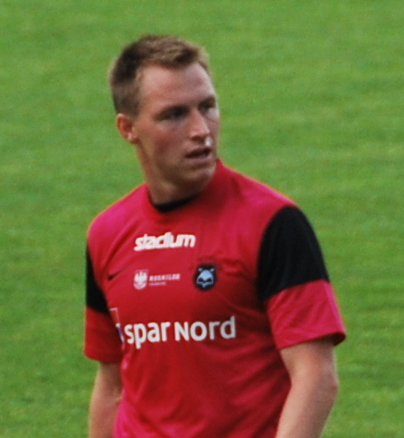
Jesper Håkansson, augustus 2011

Jesper Håkansson (Albertslund, 14 augustus 1981) is een Deens voormalig profvoetballer.
Håkansson maakte in het seizoen 1999/00 zijn debuut voor SC Heerenveen, dat hem had overgenomen van BK Frem. In zijn eerste drie seizoenen kwam de middenvelder 21 keer uit voor de Friezen en scoorde zeven keer. Na een seizoen waarin hij aan Viborg FF speelde hij in het seizoen 2003/04 23 keer voor Heerenveen. Na een seizoen voor RBC Roosendaal en twee – voor hem weinig succesvolle – seizoenen voor Djurgårdens IF tekende hij in 2006 bij ADO Den Haag, waar hij een contract heeft tot en met de zomer van 2008. Aan het begin van het seizoen 2007/08 vertrok hij naar Lyngby BK. In 2008 ging hij naar het Australische Newcastle United Jets. Vanaf 2010 speelde hij bij FC Roskilde nadat hij eerder bij onder andere FC Amager, BK Frem en Akademisk Boldklub speelde. Medio 2015 beëindigde hij vanwege blessureleed zijn loopbaan bij Roskilde.
Hij was Deens jeugdinternational en werd in 1997 uitgeroepen tot Deens talent in de categorie onder 17.
| Seizoen | Club                  | Land       | Wedstrijden | Doelpunten | Competitie            |
| ------- | --------------------- | ---------- | ----------- | ---------- | --------------------- |
| 1999/00 | SC Heerenveen         | Nederland  | 8           | 2          | Eredivisie            |
| 2000/01 | SC Heerenveen         | Nederland  | 0           | 0          | Eredivisie            |
| 2001/02 | SC Heerenveen         | Nederland  | 13          | 5          | Eredivisie            |
| 2002/03 | Viborg FF             | Denemarken | 6           | 0          | SAS Ligaen            |
| 2002/03 | SC Heerenveen         | Nederland  | 1           | 0          | Eredivisie            |
| 2003/04 | SC Heerenveen         | Nederland  | 23          | 3          | Eredivisie            |
| 2004/05 | RBC Roosendaal        | Nederland  | 24          | 6          | Eredivisie            |
| 2005    | Djurgårdens IF        | Zweden     | 1           | 0          | Allsvenskan           |
| 2006/07 | ADO Den Haag          | Nederland  | 5           | 0          | Eredivisie            |
| 2007/08 | ADO Den Haag          | Nederland  | 1           | 0          | Eerste divisie        |
| 2007/08 | Lyngby BK             | Denemarken | 23          | 3          | SAS Ligaen            |
| 2008/09 | Newcastle United Jets | AUS        | 10          | 0          | A-League              |
| 2008/09 | FC Amager             | Denemarken | 0           | 0          | Deense Eerste Divisie |
| 2008/09 | BK Frem               | Denemarken | 7           | 5          | Deense Eerste Divisie |
| 2009/10 | Akademisk Boldklub    | Denemarken | 16          | 1          | Deense Eerste Divisie |
| 2010/11 | FC Roskilde           | Denemarken | 25          | 7          | Deense Eerste Divisie |
| Totaal  | Totaal                | Totaal     | 163         | 32         | 32                    |